# Tarsius spectrumgurskyae
Tarsius spectrumgurskyae — вид приматів з родини довгоп'ятових (Tarsiidae). Описаний у 2017 році.

## Етимологія
Вид названо на честь американської приматологині Шерон Гурскі (Sharon Gursky, нар. 1967) за її внесок у вивчення довгоп'ятів.

## Поширення
Ендемік індонезійського острова Сулавесі. Поширений у східній частині півострова Мінагаса. Мешкає у вологих тропічних лісах.

## Опис
Шерсть сірувато-коричнева. Поруч з носом розвинені чорні плями, а з боків верхньої губи є біла мітка. Вага самиць 95—119 г, самців 104—126 г. Довжина хвоста самиць 213—268 мм, самців 220—258 мм (хвіст майже вдвічі довший за тіло; 121—210 %). Верхні корінні зуби вузькі. Між різцями і іклами є чітка діастема.